# Cénac-et-Saint-Julien
Cénac-et-Saint-Julien település Franciaországban, Dordogne megyében. Lakosainak száma 1189 fő (2022. január 1.). Cénac-et-Saint-Julien La Roque-Gageac, Daglan, Castelnaud-la-Chapelle, Domme, Nabirat, Vézac, Saint-Cybranet és Saint-Martial-de-Nabirat községekkel határos.

## Népesség
A település népességének változása:
| Lakosok száma | 811  | 900  | 993  | 1193 | 1193 | 1201 | 1206 | 1204 | 1199 | 1189 |
|               | 1968 | 1982 | 1990 | 2006 | 2013 | 2015 | 2017 | 2019 | 2020 | 2022 |